# Рубеж (штурмовой заградительный комплекс)

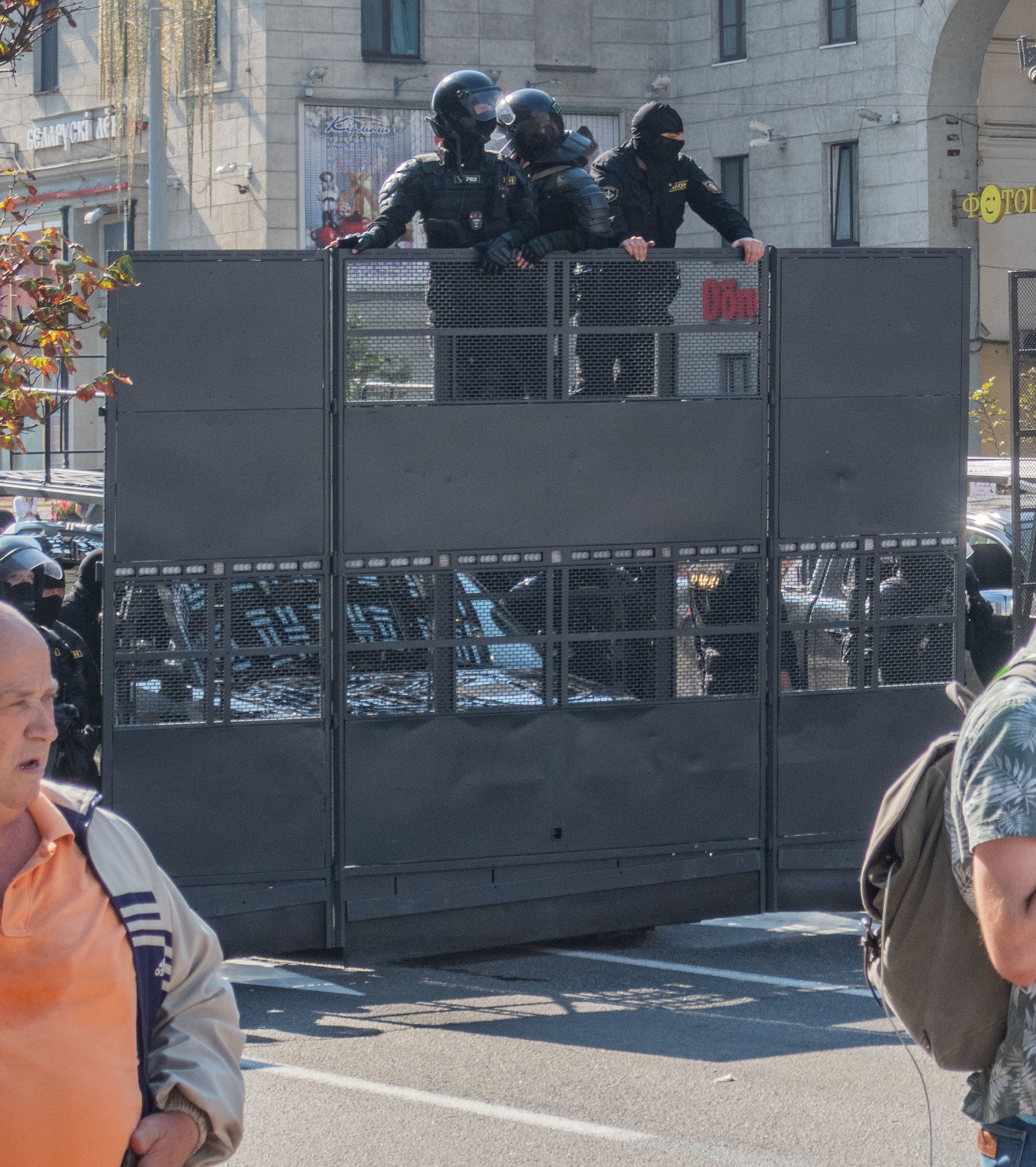
«Рубеж» с бойцами ОМОНа на втором ярусе. Минск, проспект Независимости, 30 августа 2020 года

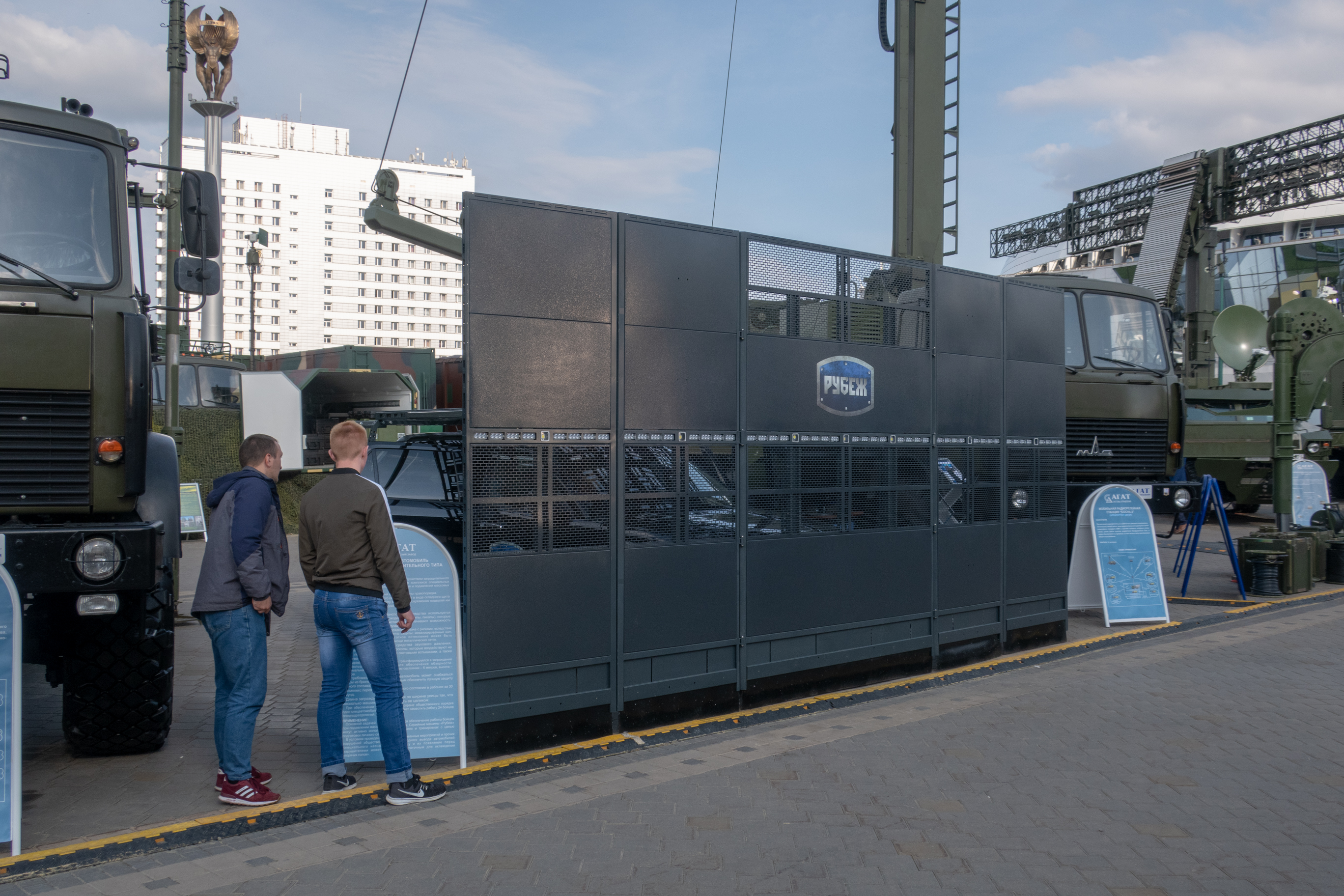
«Рубеж» на выставке Milex-2019

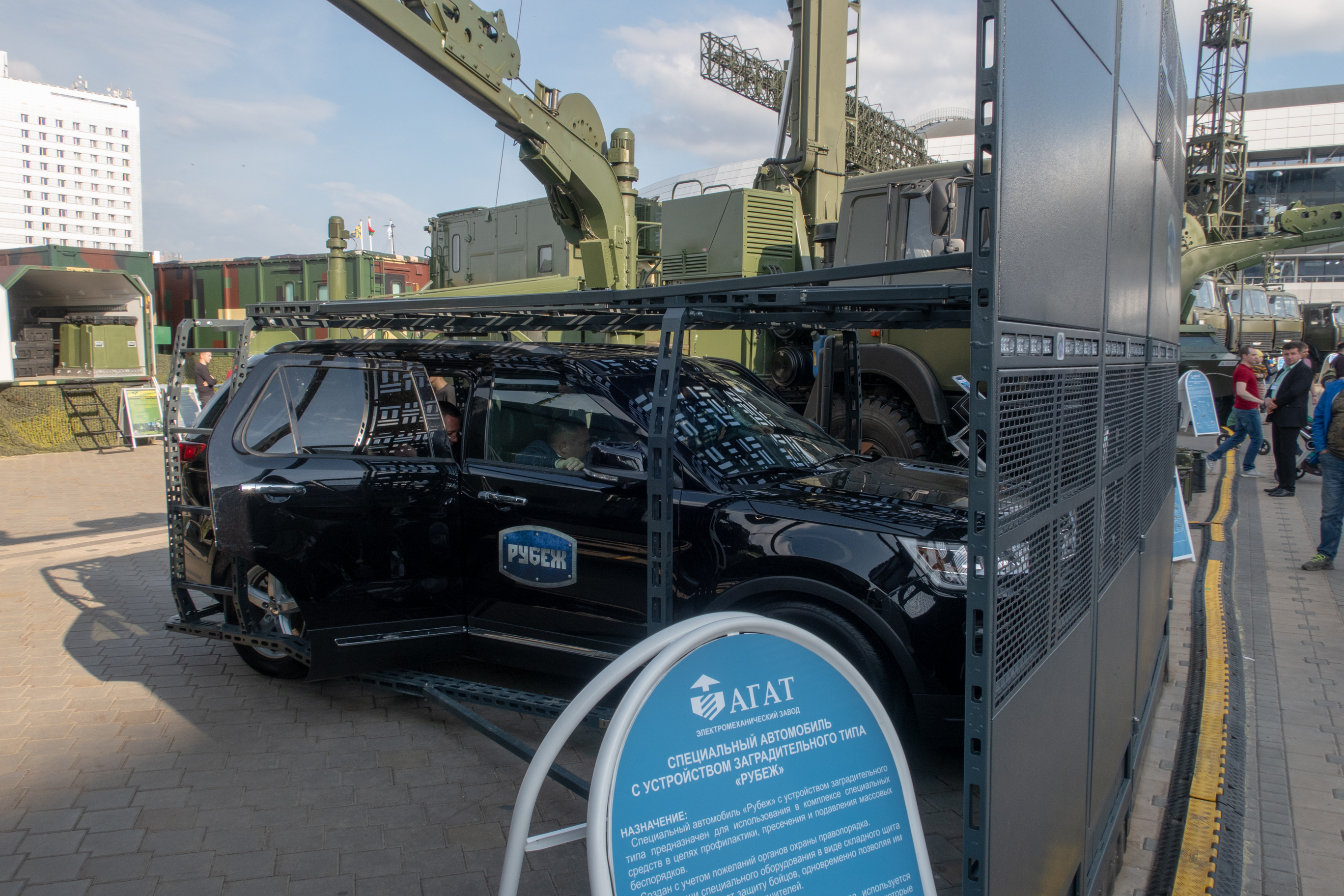
«Рубеж» на выставке Milex-2019

Штурмовой заградительный комплекс «Рубеж» — белорусский специальный комплекс на автомобильном шасси, сочетающий функции заградительного комплекса (мобильной баррикады) и штурмового трапа. Активно применялся белорусскими силовиками для подавления массовых протестов в 2020 году. Иногда название «Рубеж» ошибочно распространяется на несколько похожих моделей специальных автомобилей — в частности, на «Забор-Барьер» с сетчатым щитом.

## История
Впервые «Рубеж» был представлен на выставке Milex-2019 в Минске. Комплекс производится на ОАО «Агат — Электромеханический завод» в Минске. За полторы недели до президентских выборов 2020 года «Рубеж» был продемонстрирован Александру Лукашенко при посещении воинской части внутренних войск 3214 в Минске. В ходе протестов после выборов комплекс регулярно появлялся на минских улицах — как правило, перекрывая щитом проезжие части проспектов.

## Конструкция
С помощью ряда металлических труб к шасси крепятся заградительный щит и/или штурмовой трап. Конструкция допускает использование только штурмового трапа или только заградительного щита по отдельности. Комплекс может оснащаться стробоскопом, предусмотрена возможность установки средств звукового давления. В отличие от «Забор-Барьера», щит «Рубежа» сплошной, обеспечивающий защиту прячущихся за ним силовиков от огнестрельного оружия. Навесные конструкции могут быть демонтированы за 15 минут.
В качестве шасси может использоваться любой подходящий пикап или внедорожник, но обычно используется Ford Explorer 5-го поколения. 9 сентября в Минске были замечены автомобили с похожими щитами, но на шасси БРДМ-2, о которых ранее не сообщалось. Из-за того, что щит «Рубежа» имеет лишь небольшие отверстия, данная машина имеет ограниченный обзор для водителя.